# Passer motitensis
Passer motitensis là một loài chim trong họ Passeridae. Loài chim này phân bố ở nam châu Phi ở các sa vẳn có cây cối khô và các đô thị.
Loài này có thân dài 15–16 cm và có bề ngoài giống sẻ nhà. Chúng có chóp đầu và sau cổ màu xám và phía dưới màu nâu đỏ.